# Acasta idiopoma
Acasta idiopoma is een zeepokkensoort uit de familie van de Archaeobalanidae.